# Moderat skolungdom
Moderat skolungdom (MSU) är en sektion inom Moderata Ungdomsförbundet (MUF), avsedd för skolungdomar på högstadium och gymnasieskola. MSU grundades 1949, men hette fram till 1969–1970 Konservativ skolungdom (KS). 1961 var 25 procent av Sveriges gymnasieelever medlemmar i Konservativ skolungdom. I dag utgörs drygt 70 procent av MUF:s totala medlemsantal av MSU:are. Alla MUF-medlemmar upp till 20 års ålder är automatiskt medlemmar i MSU.
MSU leds av en rikskommitté bestående av en riksordförande, en vice riksordförande och fyra ledamöter. Nuvarande riksordförande är Kaj Marinov (sedan mars 2025). Varje distrikt inom MUF har en MSU-ansvarig som är fast ledamot av distriktsstyrelsen. De större distrikten har även ett MSU-råd där den MSU-ansvarige är ordförande. På flera av landets skolor finns MSU-föreningar som i många fall fungerar som alternativ till skolornas elevråd. Föreningarna driver allt från lokala skolfrågor till nationella skolfrågor som till exempel fritt skolval. MSU:s existens har varit föremål för debatt inom MUF. Vissa distrikt har ansett att MSU är en inskränkning av distriktens självstyrelse.
Bland MSU:s tidigare riksordförande märks Anders Björck, Per Unckel, Christofer Fjellner, Johan Forssell och Niklas Wykman. Riksordföranden är fast ledamot i MUF:s förbundsstyrelse och dess arbetsutskott. Posten som vice riksordförande avskaffades 1997 men återinfördes 2009.
Den fristående stiftelsen Konservativ Skolungdoms Stiftelse (KSS), stiftad av tidigare riksordföranden, bedriver verksamhet anknuten till Moderat skolungdom.

## Politik
Möjligheten att överklaga betyg precis som man kan överklaga andra myndighetsbeslut är en viktig fråga som MSU driver. 
Fria ämnesval är viktiga för MSU. Man menar att då gymnasiet är studie- och yrkesförberedande bör det inte finnas några så kallade kärnämnen som alla gymnasieelever tvingas läsa, istället bör man själv i större utsträckning ges möjlighet att välja de kurser som man önskar läsa. 
Fritt skolval är en annan fråga som MSU driver, att kunna söka till vilket gymnasium man vill i hela landet på samma villkor som alla andra är en fråga som MSU profilerat sig i. Kommunal förtur m.m bör därmed avskaffas menar MSU. 
Vad gäller lärares behörighet anser MSU att det bör vara upp till skolornas huvudmän att avgöra vilka de anser är kapabla att undervisa. Om en person har fått den kunskap som skolledningen anser behövs för att fungera som lärare på annat håll ska denna person ges möjlighet att undervisa.
I strid mot nuvarande borgerliga regering tar MSU ställning för bevarandet av de lokala kurserna och de specialutformade programmen. MSU menar att ett borttagande av de lokala kurserna skulle minska utbudet av kurser och möjligheten för skolor att på ett enkelt sätt möta efterfrågan från elever på speciella kurser. 
MSU är emot religiöst och politiskt präglade friskolor då MSU anser att dessa går i strid mot att skolan ska vara objektiv, saklig och opartisk.

## Organisation
Varje år hålls rikskonferensen då rikskommittén väljs. De femtio ombuden fördelas till distrikten proportionellt efter medlemsantal.  Alla medlemmar kan skicka in motioner till rikskonferensen.

### Distrikten inom Moderat Skolungdom
- MSU Blekinge omfattar Blekinge län.
- MSU Dalarna omfattar Dalarnas län.
- MSU Gotland omfattar Gotlands län.
- MSU Gävleborg omfattar Gävleborgs län.
- MSU Göteborg omfattar Göteborgs kommun.
- MSU Halland omfattar Hallands län.
- MSU Jämtlands län omfattar Jämtlands län.
- MSU Jönköpings län omfattar Jönköpings län.
- MSU Kalmar län omfattar Kalmar län.
- MSU Kronobergs län omfattar Kronobergs län.
- MSU Norrbotten omfattar Norrbottens län.
- MSU Skaraborg omfattar gamla Skaraborgs län.
- MSU Skåne omfattar Skåne län.
- MSU Stockholms län omfattar Stockholms län.
- MSU Södermanland omfattar Södermanlands län.
- MSU Södra Älvsborg omfattar södra delen av gamla Älvsborgs län, nämligen kommunerna Bollebygd, Borås, Mark, Svenljunga, Tranemo och Ulricehamn.
- MSU Uppsala län omfattar Uppsala län.
- MSU Värmland omfattar Värmlands län.
- MSU Västra Götaland Norra omfattar tidigare delar av MUF Bohuslän och MUF Norra Älvsborg.
- MSU Västra Götaland Västra omfattar tidigare delar av MUF Bohuslän och MUF Norra Älvsborg.
- MSU Västerbotten omfattar Västerbottens län.
- MSU Västernorrland omfattar Västernorrlands län.
- MSU Västmanland omfattar Västmanlands län.
- MSU Örebro län omfattar Örebro län.
- MSU Östergötland omfattar Östergötlands län och Tranås kommun.

## Riksordförande genom tiderna
- Bern Hedberg (1949)
- Bengt Mollstedt (1949–1951)
- Ulf Molitor (1952)
- Inge Hesselius (1953)
- Thomas Frennstedt (1954–1955)
- Olle Wastesson (1956–1958)
- Håkan Gergils (1959–1960)
- Anders Hagstedt (1961–1962)
- Anders Björck (1963–1964)
- Sven Lindgren (1965)
- Bo Ahlenius (1966)
- Per Unckel (1967)
- Olle Benéus (1968)
- Arne Mårtensson (1969)
- Hans Karlander (1970)
- Lars-Göran Johansson (1971–1972)
- Peeter Luksep (1973)
- Gustaf Björck (1974)
- Odd Eiken (1975)
- Marika Ehrenkrona (1976)
- Ulf Hedlundh (1977)
- Jörn Holmgren (1978)
- Tony Lundström (1979)
- Ann Askenberger (1980)
- Katarina Jonsson (1981)
- Björn Falk (1982)
- Thorbjörn Lindhqvist (1983)
- Sven-Otto Littorin (1984)
- Kerstin Wersäll-Widing (1985)
- Sven Ljungberg (1986)
- Cecilia Bystedt (1987)
- Niklas Kristoffersson (1988)
- Per Lembre (1989–1990)
- Fredrik Wahrolén (1991–1992)
- Mikael Anjou (1993)
- Patrik Ström (1994)
- Henrik von Sydow (1995)
- Christofer Fjellner (1996)
- Johannes Fabo (1997)
- Johan Forssell (1998)
- Jonatan Forsberg (1999)
- Niklas Wykman (2000)
- Jennifer Lee Åstrand (2001)
- Oscar Hållén (2002)
- Simon Sundén (2003)
- Daniel Valiollahi (2004)
- Christofer Pihl (2005)
- Erik Bengtzboe (2006)
- Sara Dennås (2007–2008)
- Rasmus Törnblom (2009)
- Gustav Löfving (2010)
- Kasper Gieldon (2011)
- Benjamin Dousa (2012)
- Klas Vestergren (2013)
- Mathilda Hjelm (2014-2015)
- Christopher Rydaeus (2016)
- Savo Šević (2017)
- Olle Bring (2018)
- Dalila Alibasic (2019)
- Rebecca Nordin Vainio (2020)
- Linn Wirdemo (2021)
- Joséphine Närholm (2022)
- Alice Landerholm (2023)
- Elin Björkman (2024)
- Kaj Marinov (2025)[1]